# Moravské Budějovice
Moravské Budějovice település Csehországban, a Třebíči járásban. Moravské Budějovice Zvěrkovice, Blížkovice, Rácovice, Domamil, Dědice, Komárovice, Častohostice, Litohoř, Nové Syrovice, Blatnice és Lukov településekkel határos. Lakosainak száma 7135 fő (2024. január 1.).

## Népesség
A település lakosságának változását az alábbi diagram mutatja:
| Lakosok száma | 3503 | 4334 | 5007 | 5209 | 7265 | 8004 | 7441 | 7364 | 7167 | 7135 |
|               | 1869 | 1890 | 1921 | 1950 | 1980 | 2001 | 2017 | 2019 | 2022 | 2024 |